# Рудольф Санвальд
Рудольф Санвальд (нім. Rudolf Szanwald, 6 липня 1931, Відень, Австрія — 2 січня 2013, Відень, Австрія) — австрійський футболіст, воротар.

## Клубна кар'єра
У дорослому футболі дебютував 1951 року виступами за команду клубу «Вінер Шпорт-Клуб», в якій провів п'ятнадцять сезонів, взявши участь у 300 матчах чемпіонату.
Протягом сезону 1966–1967 років захищав кольори команди клубу «Аустрія» (Клагенфурт).
Завершив професійну ігрову кар'єру у клубі «Аустрія» (Відень), за команду якого виступав протягом 1967–1970 років.

## Виступи за збірну
1955 року дебютував в офіційних матчах у складі національної збірної Австрії. Протягом кар'єри у національній команді, яка тривала 11 років, провів у формі головної команди країни лише 12 матчів.
У складі збірної був учасником чемпіонату світу 1958 року у Швеції.